# Xaltianguis, Puebla
Xaltianguis är en ort i Mexiko.   Den ligger i kommunen Izúcar de Matamoros och delstaten Puebla, i den sydöstra delen av landet, 130 km sydost om huvudstaden Mexico City. Xaltianguis ligger 1 139 meter över havet och antalet invånare är 179.
Terrängen runt Xaltianguis är kuperad. Runt Xaltianguis är det ganska glesbefolkat, med 28 invånare per kvadratkilometer. Närmaste större samhälle är Atencingo, 15,6 km nordväst om Xaltianguis. I omgivningarna runt Xaltianguis växer huvudsakligen savannskog.